# Hurricane (Utah)
Hurricane ist eine Stadt im Washington County des US-Bundesstaates Utah. Die Stadt ist Teil der Metropolregion St. George und befindet sich am Virgin River. Das U.S. Census Bureau hat bei der Volkszählung 2020 eine Einwohnerzahl von 20.036 ermittelt.

## Geschichte
Hurricane wurde erstmals 1896 besiedelt und erhielt seinen Namen, nachdem ein Wirbelwind das Verdeck eines Buggys, in dem Erastus Snow fuhr, weggeblasen hatte. Snow beschloss den Ort deshalb Hurricane zu nennen. Die Gemeinde wurde als Teil der "Cotton Mission" des Präsidenten der Kirche Jesu Christi der Heiligen der Letzten Tage, Brigham Young, besiedelt, die das südliche Ende Utahs für landwirtschaftliche Zwecke erschließen sollte. Die Stadt betrieb einst eine große Pfirsich- und Aprikosenplantage für die Kirche und war bekannt für den Anbau von Pfirsichen, Pekannüssen und Pistazien auf kleinen Farmen.
Etwa 80 Jahre lang war der Hurricane-Kanal das Lebenselixier des Hurricane Valley. Er wurde über einen Zeitraum von 11 Jahren (1893–1904) gebaut, größtenteils mit Pickel und Schaufel. Seit 1985 liegt der Kanal trocken. Im Jahr 2000 schlossen sich Interessengruppen zusammen, um den Kanal zu erhalten. Sie erhielten Zuschüsse und arbeiteten ehrenamtlich an der Errichtung eines Weges, der an die frühen Siedler erinnern soll, die sich für die Verwirklichung des Kanals eingesetzt haben.

## Demografie
Nach einer Schätzung von 2019 leben in Hurricane 19.074 Menschen. Die Bevölkerung teilt sich auf in 85,6 % nicht-hispanische Weiße, 1,1 % Afroamerikaner, 1,4 % indianischer Abstammung, 0,8 % Asiaten, 0,6 % Ozeanier und 1,0 % mit zwei oder mehr Ethnizitäten. Hispanics machten 9,1 % der Bevölkerung aus. Das mittlere Haushaltseinkommen lag bei 58.654 US-Dollar und die Armutsquote bei 12,4 %.